# Anthurium cucullispathum
Anthurium cucullispathum là một loài thực vật có hoa trong họ Ráy (Araceae). Loài này được Croat miêu tả khoa học đầu tiên năm 1986.